# Olivenza

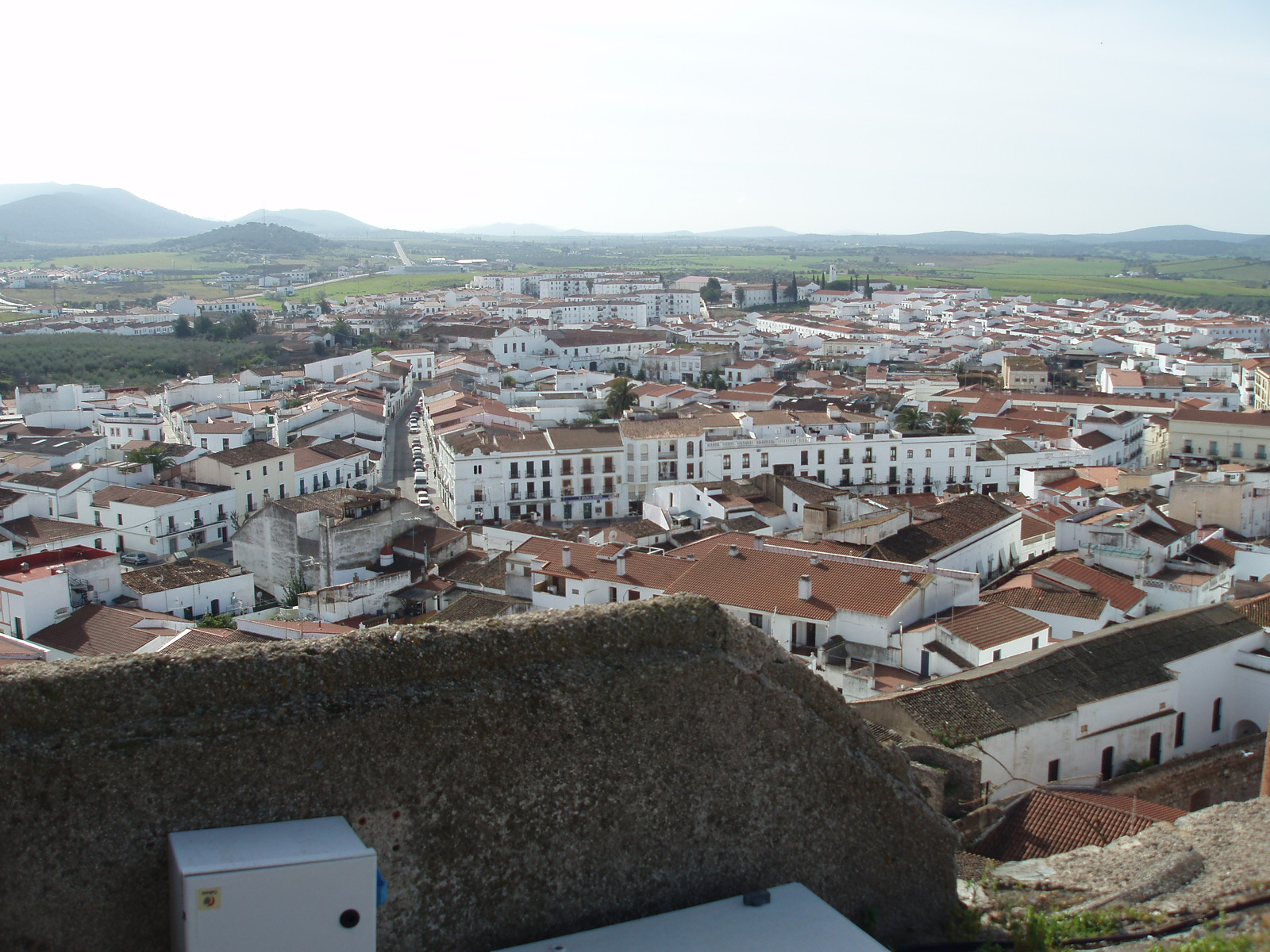
Veduta del centro città

Olivenza (Olivença in portoghese) è un comune spagnolo di 11 963 abitanti situato nella comunità autonoma dell'Estremadura, in un territorio storicamente conteso del confine tra Spagna e Portogallo.

## Storia

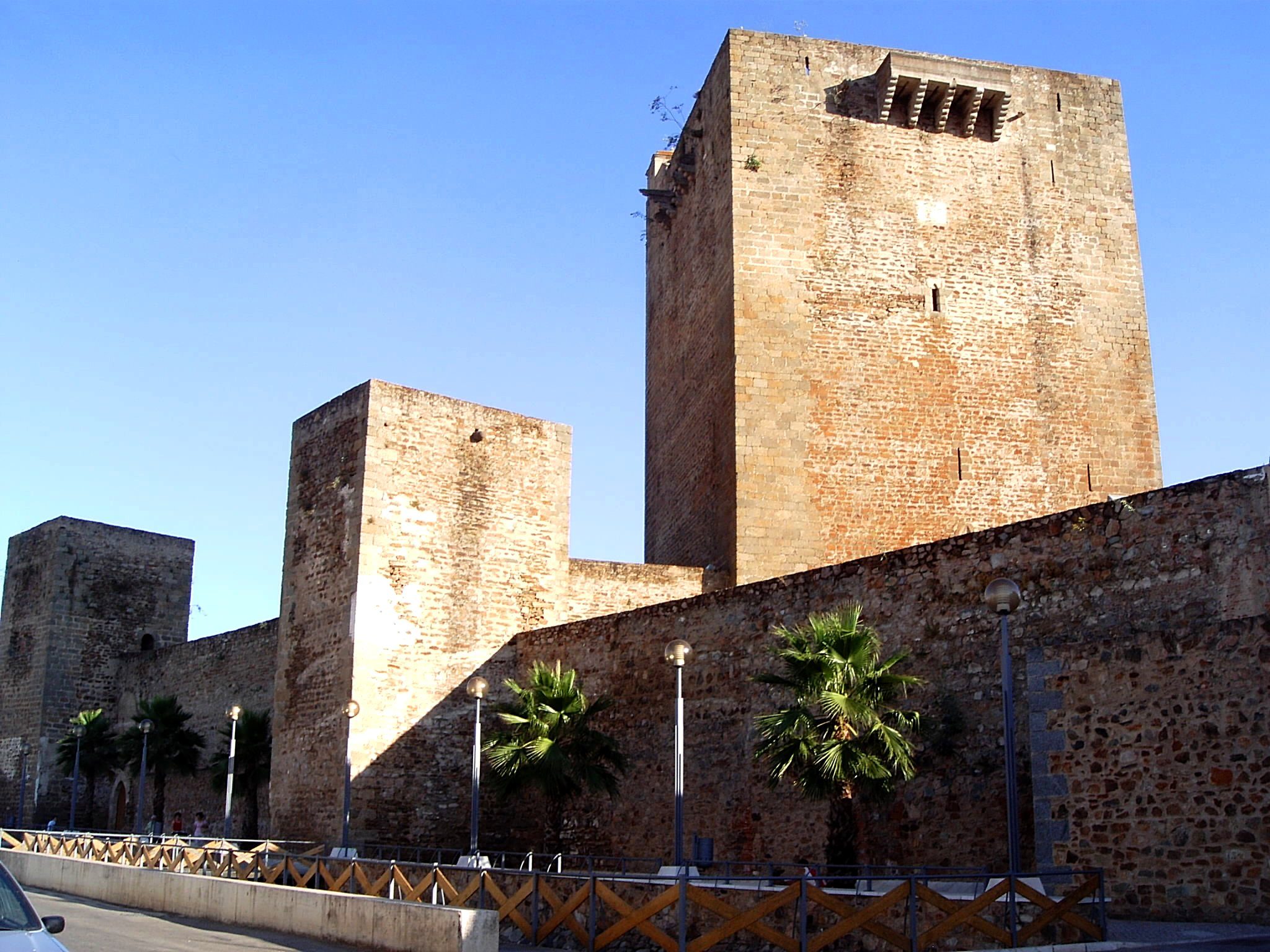
Castello di Olivenza

L'abitato fece parte per secoli del Portogallo, dal Trattato di Alcañices del 1297 fino alla guerra delle arance del 1801. Durante il conflitto, istigato dalla Francia di Napoleone Bonaparte, che spinse il Regno di Spagna ad attaccare il Regno del Portogallo poiché quest’ultimo era alleato del Regno Unito, l'esercito spagnolo di Manuel Godoy occupò Olivenza, che, al termine delle ostilità, i portoghesi furono, dunque, costretti a cedere con il Trattato di Badajoz. Il Congresso di Vienna, nell’ambito del progetto di restaurazione dei confini europei all’epoca pre-napoleonica, sancì che tale comune sarebbe dovuto tornare al Portogallo, ma questa clausola del trattato non venne mai eseguita, dando inizio allo status conteso di questo territorio.

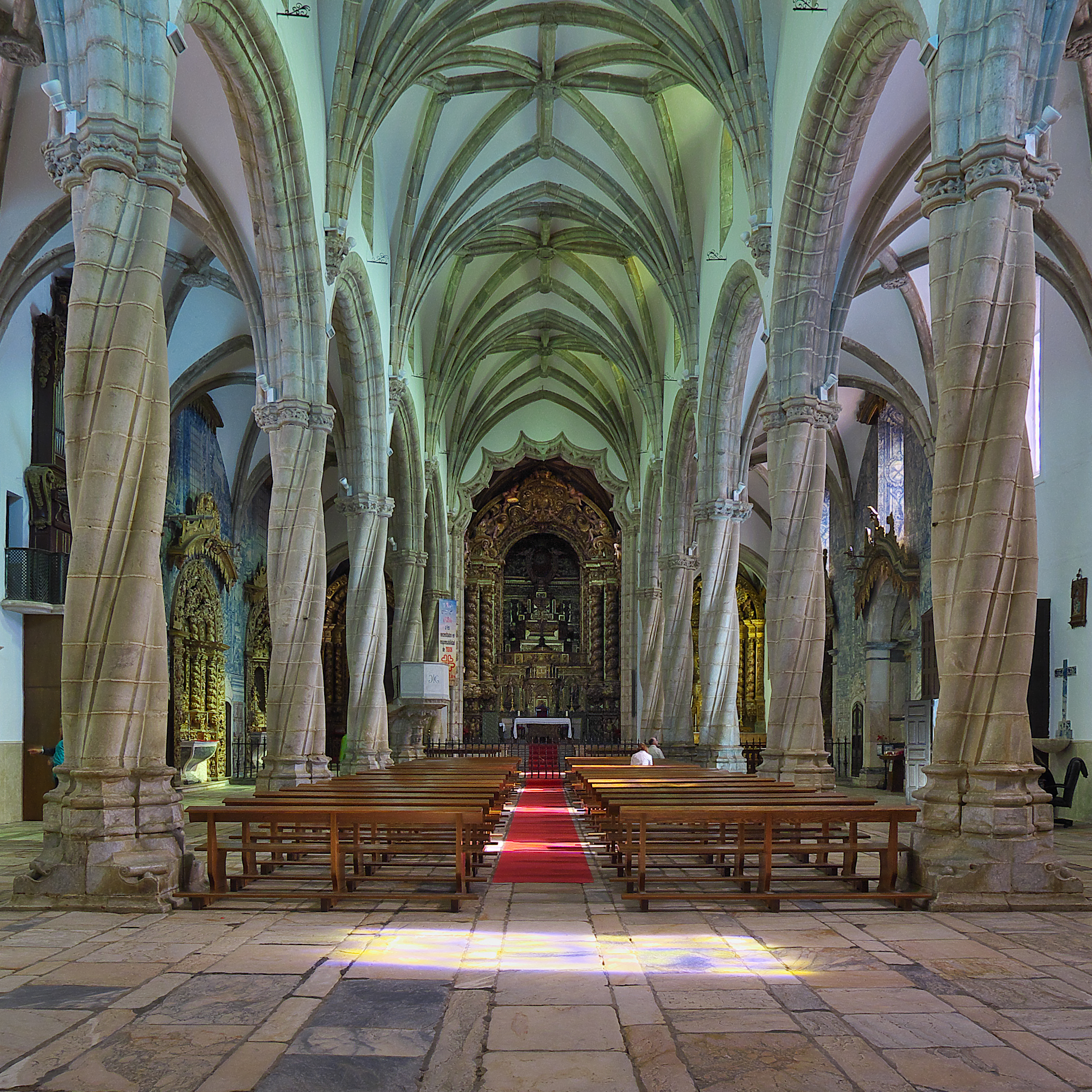
La chiesa di Santa Maria Maddalena, costruita in stile manuelino

Nel 1850 la frazione di Táliga si distaccò da Olivenza formando un comune autonomo.

### Situazione attuale

#### Identità socioculturale
La città di Olivenza ha seguito negli ultimi duecento anni le vicende storiche della Spagna ed è ormai integrata nella provincia di Badajoz dal punto di vista politico, infrastrutturale ed economico. Più complessa appare la situazione in ambito socioculturale. Se, infatti, fino agli anni Quaranta culturalmente la popolazione era ancora spiccatamente portoghese e in maggioranza lusofona, sotto la dittatura franchista avvenne un processo di ispanizzazione forzata, che vietò, tra l’altro, l’uso del portoghese in contesti pubblici. Così, attualmente gli oliventini, in special modo le giovani generazioni, risultano ormai pienamente assimilati alla Spagna, sebbene l’eredità portoghese risulti tutt’ora marcata, oltreché nel patrimonio storico-artistico, nelle tradizioni gastronomiche e religiose. Non stupisce, dunque, che gli abitanti si definiscano orgogliosamente “figli di Spagna e nipoti del Portogallo”. 
Il legame con il Portogallo, tuttavia, permane più forte tra gli anziani, tra i quali figurano molti dei circa 1500 oliventini lusofoni. 
Contrariamente al passato, inoltre, esistono oggi delle associazioni volte alla salvaguardia della cultura portoghese ad Olivenza, tra cui il GAO, Gruppo degli Amici di Olivenza (Grupo dos Amigos de Olivença in portoghese).

#### Stato della disputa territoriale
La disputa territoriale sul controllo di Olivenza tra Spagna e Portogallo non pregiudica oggi i rapporti tra i due Paesi, che rimangono di piena amicizia e collaborazione anche sulla base della comune appartenenza ad organizzazioni internazionali quali l’Unione Europea e la NATO, ma persiste da un punto di vista formale e giuridico, causando sporadicamente anche qualche imbarazzo diplomatico tra i due Stati, come quando, nel 2024, Nuno Melo, Ministro della Difesa portoghese, ha affermato che “Olivenza è portoghese” e che le rivendicazioni del suo paese “rimangono le medesime da 209 anni” 
Il Portogallo, infatti, adduce tre motivazioni giuridiche come base per la sua rivendicazione. Sostiene innanzitutto che il trattato di Badajoz, che per primo assegnò Olivenza alla Spagna, sia da considerarsi nullo ai fini del diritto internazionale perché il governo del Paese nel firmarlo non agiva liberamente, ma sotto coercizione nell’ambito della guerra delle arance. Aggiunge poi che il suddetto trattato sarebbe stato invalidato secondo i suoi stessi termini, in quanto il documento afferma che la violazione di uno dei suoi articoli ne comporti l’annullamento e ciò sarebbe avvenuto quando la Spagna napoleonica invase il Regno del Portogallo nel 1808, dando inizio alla cosiddetta guerra peninsulare.
In ultimo, il governo portoghese si appella soprattutto all'articolo 105 del Trattato di Vienna del 1815 (firmato dalla Spagna nel 1817), che afferma che i paesi vincitori sono "impegnati a compiere il massimo sforzo conciliatorio per restituire Olivenza all'autorità portoghese" e che essi "riconoscono che la restituzione di Olivenza e dei suoi territori deve essere effettuata".
(Trattato di Vienna (1815), articolo 105.)
La Spagna, dal canto suo, sostiene che il suo controllo su Olivenza non sia solo de facto, ma assuma anche piena legittimità de iure, riconoscendo la validità di quello stesso trattato di Badajoz che il Portogallo, invece, disconosce. 
Innanzitutto, infatti, ritiene sia pretestuosa l’affermazione portoghese secondo cui il trattato sarebbe stato annullato con la guerra peninsulare, in quanto ad attaccare il portogallo furono le truppe ed il governo napoleonico da cui la Spagna era occupata, e non la Spagna Borbonica firmataria a Badajoz, e che, anzi, i Borbone e il popolo spagnolo insorto si fossero schierati nel conflitto con i portoghesi contro Napoleone I. Quanto all’articolo 105 del Trattato di Vienna, la Spagna afferma che esso rappresenti un invito alla cessione di Olivenza al Portogallo, ma che non abbia in sé carattere di obbligatorietà, perché non abolisce formalmente il Trattato di Badajoz al quale, dunque, gli spagnoli continuano a far riferimento, mantenendo il controllo sulla città.

## Società

### Lingue e dialetti
Bilingue fino alla prima metà del XX secolo, la comunità oggi parla quasi esclusivamente spagnolo, mentre il portoghese è l'idioma della popolazione nata prima del 1950.

## Amministrazione

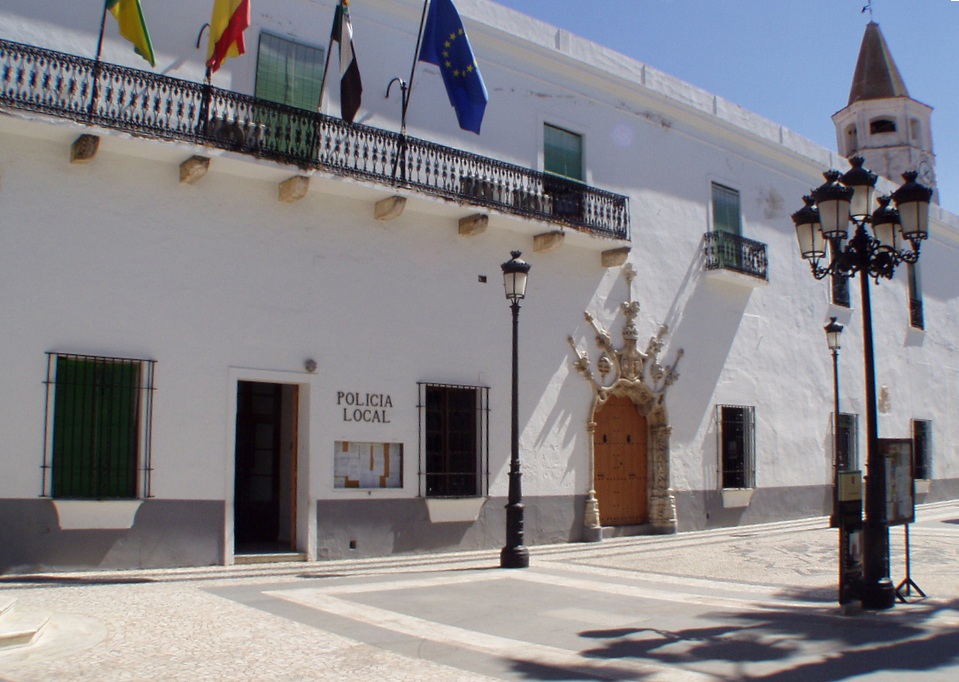
Il municipio di Olivenza, con l'adiacente stazione della polizia municipale

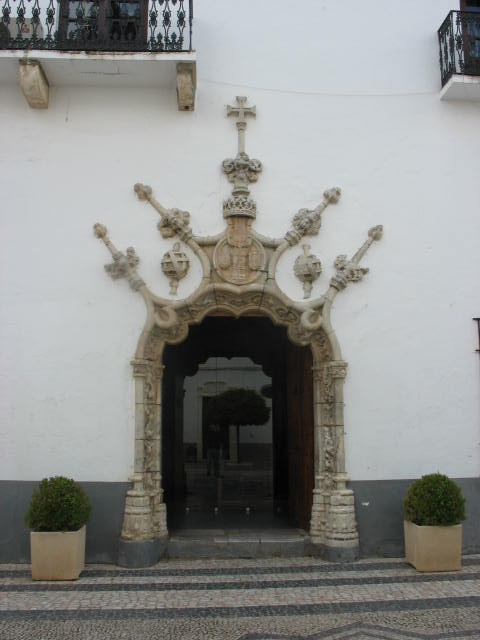
Porta manuelina del municipio di Olivenza

## Altre informazioni
| Codice postale | 06100           |
| Prefisso       | (+34) 924       |
| Codice INE     | 06095           |
| Nome abitanti  | Oliventino, -na |